# Cristóbal González-Aller Jurado
Cristóbal González-Aller Jurado (Aguilar de la Frontera, 5 de septiembre de 1955) es un diplomático español.

## Biografía
Licenciado en Derecho, ingresó en 1981 en la carrera diplomática. Ha estado destinado en las representaciones diplomáticas españolas en Zaire, Alemania, Luxemburgo y la Representación Permanente de España ante la Unión Europea. 
Fue subdirector general adjunto de Personal, subdirector general de Asuntos Interministeriales y Coordinación de la Unión Europea y director general de Coordinación del Mercado Interior y otras Políticas Comunitarias. 
Fue embajador representante permanente adjunto de España ante la Unión Europea (2003-2010); embajador de España en Turquía (noviembre de 2010-6 de junio de 2014); y embajador representante permanente adjunto de España ante la Oficina de las Naciones Unidas y los Organismos Internacionales en Ginebra (2017-2020).
El 6 de junio de 2014 fue nombrado subsecretario de Asuntos Exteriores y de Cooperación.